# 玛兴达拉麻佛寺
玛兴达拉麻佛寺，或译摩哂陀罗摩寺 （也称「牛奶佛寺」）是马来西亚槟城州首府乔治市的一座上座部佛教寺庙。该庙于1918年创立，是马来西亚早期的佛教寺庙之一，其位于金宝路旁，是每年乔治市卫塞节庆典的主要地点。该庙也吸引数以万计北马区域的学生前来祭拜以祈求在考试中顺利。也因如此，学生们将牛奶祭拜给白身佛像，也因此玛兴达拉麻佛寺被称为牛奶神庙。